# Platythomisus scytodimorphus
Platythomisus scytodimorphus là một loài nhện trong họ Thomisidae.
Loài này thuộc chi Platythomisus. Platythomisus scytodimorphus được Ferdinand Karsch miêu tả năm 1886.